# Fidelio
Versions successives
- révisions de Stephan von Breuning (2e version)
- révisions de Georg Friedrich Treitschke (version définitive)

Représentations notables
- Theater an der Wien, Vienne, 29 mars 1806
- Theater am Kärntnertor, Vienne, 23 mai 1814

Personnages
- Don Fernando, ministre (basse)
- Don Pizarro, gouverneur d’une prison d’État (baryton-basse)
- Florestan, un prisonnier (ténor)
- Leonore, son épouse, sous le nom de Fidelio (soprano)
- Rocco, geôlier (basse)
- Marzelline, sa fille, amoureuse de Fidelio (soprano)
- Jacquino, concierge, amoureux de Marzelline (ténor)
- Prisonniers, officiers, gardes, le peuple.

Airs
Acte I
- 1 Duo : « Jetzt, Schätzchen, sind wir allein »
- 2 Aria : « O wär'ich schon mit dir vereint »
- 3 Quatuor : « Mir ist so wunderbar »
- 4 Aria : « ...man braucht auch... »
- 5 Trio : « Gut, Söhnchen, gut, hab'ich immer Mut »
- 6 Marche
- 7 Aria et chœur : « Ha! Welch ein Augenblick »
- 8 Duo : « Jetzt, Alter, jetzt hat es Eile »
- 9 Récitatif et aria : « Abscheulicher! Wo eilst du hin »?
- 10 Finale

Acte II
- 11 Introduction et Aria : « Gott! Welch Dunkel hier »
- 12 Duo : « Wie kalt ist es in diesem unterirdischen Gewölbe »
- 13 Trio : « Euch werde Lohn in besser'n Welten »
- 14 Quatuor : « Er sterbe! Doch er soll erst wissen »
- 15 Duo : « O namenlose Freude »
- 16 Finale

Fidelio, op. 72, est l’unique opéra de Ludwig van Beethoven, d'abord composé en 1804. La version définitive date de 1814. Le livret est de Joseph Sonnleithner.
Les principaux thèmes développés par le livret sont la dénonciation de l’arbitraire, incarné par le gouverneur d’une prison espagnole, l’appel à la liberté, et l’amour (notamment conjugal) qui pousse Leonore, déguisée en homme, à risquer sa vie pour libérer son époux Florestan.
Dans la tradition du Singspiel, l'ouvrage comporte des dialogues parlés.

## Composition

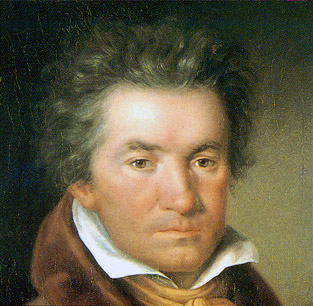
Portrait de Ludwig van Beethoven en 1815 (détail) par Willibrord Joseph Mähler (1778–1860).

L'opéra est commandé à Beethoven par le baron Peter von Braun qui venait de racheter le Theater an der Wien. Le livret est tiré d'une pièce de Jean-Nicolas Bouilly intitulée Léonore ou l'amour conjugal, traduite par Joseph Sonnleithner, secrétaire du Theater an der Wien. Bouilly s'est lui-même inspiré d'un fait divers sous la terreur révolutionnaire : une femme travestie en homme s'était fait engager comme geôlier pour libérer son mari de la prison de Tours.
Beethoven tient en très haute estime ses idéaux de liberté et de fraternité. Fidelio est si emblématique de ces thèmes que le compositeur n'hésitera pas à retravailler son œuvre à trois reprises pour qu'elle obtienne enfin le succès espéré. La première représentation eut lieu au Theater an der Wien le 20 novembre 1805,. Le premier public est constitué ce 20 novembre d'officiers français qui apprécient peu l'ouvrage, desservi par un mauvais orchestre. L’œuvre est retirée après trois représentations. En décembre de la même année, au cours d'une réunion chez les Lichnowsky, Beethoven accepte avec l'aide de Stephan von Breuning mais à contrecœur, de faire des coupures, de fusionner les deux premiers actes et de composer une deuxième ouverture. L'œuvre remaniée est donnée le 23 mars 1806, et obtient un demi-succès. Mais à la deuxième représentation, Beethoven retire l'ouvrage après une querelle avec le directeur du théâtre. Ce n'est qu'après une longue interruption que l'opéra sera mis de nouveau à l'affiche le 23 mai 1814 avec un nouveau librettiste Friedrich Treitschke. Beethoven procède à de nombreuses modifications et compose l'ultime version de l'ouverture. Beethoven de plus en plus sourd conduit la représentation, « aidé » par Michael Umlauf (qui plus tard crée la Symphonie no 9). Le succès est cette fois durable.

### Les ouvertures
Au fil des différentes révisions, Beethoven a composé quatre ouvertures pour son opéra. Il est probable que l’ouverture jouée lors de la création de la première version fut celle aujourd’hui appelée l’ouverture nº 2 de Leonore (ou ouverture Leonore II) ; il s’agit d’une vaste page symphonique présentant tout le mouvement de l’opéra depuis l’atmosphère lourde et sombre de la prison, le caractère dramatique de l’action, l’arrivée de Don Fernando annoncé par le célèbre appel de trompette, et la joie extatique de la libération. Beethoven la remania pour la création de la deuxième version, en 1806 ; cette version, l’ouverture no 3, est aujourd’hui préférée à la précédente et est devenue une pièce de concert à part entière.
Cependant, la longueur et le caractère dramatique de ces deux ouvertures produisait avec le duo semi-comique qui ouvre l’acte I un contraste tel que Beethoven la réduisit pour une représentation (qui en fait n'eut jamais lieu) à Prague en 1807 ; il est probable que l’ouverture no 1, malgré son numéro, soit cette version. Enfin, pour la création de la version définitive en 1814, Beethoven dota son opéra, maintenant titré Fidelio, d’une nouvelle ouverture, plus courte, dans l’esprit d’un prélude, pour mieux introduire l’action de l’acte I. Cependant, à la suite d'un changement de tonalité, Beethoven dut transposer son ouverture d'ut majeur à mi majeur. Cette perte de temps explique que, lors de la première du 23 mai 1814, on dut substituer à l'ouverture qui n'était pas prête une autre ouverture (on pense qu'il s'agit de celle des Ruines d'Athènes plutôt que de celle des Créatures de Prométhée). Beethoven acheva enfin la quatrième ouverture et la fit jouer lors de la deuxième représentation, le 25 mai.
Au début du XXe siècle, Gustav Mahler introduisit la tradition de jouer l’ouverture Leonore III avant le finale (no 16), à l’issue du duo du no 15. Cette coupure dans l’action peut se justifier par le caractère solennel du final, qui ne se conclut que par l’arrivée d’un deus ex machina. Cette disposition permet de récapituler musicalement l’action de tout l’opéra, avant que le sens profond, détaché de l’histoire elle-même, n’en soit tiré par le chœur dans un effet d’ensemble qui peut rappeler la Neuvième Symphonie. Cette tradition, supprimée au lendemain du départ de Mahler, se perpétua avec Bruno Walter, Wilhelm Furtwängler et Leonard Bernstein.

## Instrumentation
L'orchestre est composé d'un piccolo, deux flûtes, deux hautbois, deux clarinettes, deux bassons, un contrebasson, quatre cors, deux trompettes, deux trombones, timbales, et cordes. S'ajoute une trompette dans les coulisses.

## Argument

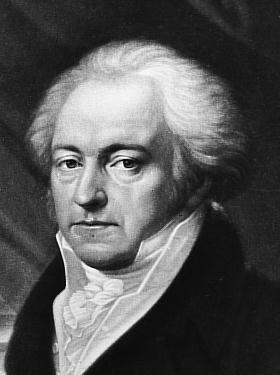
Portrait de Joseph Sonnleithner, librettiste de Fidelio.

Une prison d’État espagnole, non loin de Séville, au XVIIe siècle : Florestan est prisonnier au secret sur l'ordre de Don Pizarro, le féroce gouverneur d'une prison d'État. Pour le libérer, sa femme Léonore se déguise en homme sous le nom de Fidelio et vient travailler à la prison. 

### Acte I
Dans la cour intérieure de la prison.
Marzelline, la fille du geôlier Rocco, est courtisée par le portier Jaquino (Duo : «Jetzt, Schätzchen...») mais elle est secrètement amoureuse de Fidelio qui a gagné la confiance de son père («O wär ich schon mit dir verein»). À l'arrivée de Fidelio qui revient de la ville avec des provisions et des lettres, l'amour de Marzelline pour Fidelio est révélé au grand jour (Quattuor: «Mir ist so wunderbar»). Rocco est favorable à cette union mais s'inquiète des revenus du futur couple («Hat man nicht auch Gold beineben». Fidelio questionne Rocco sur les prisonniers et lui promet une aide indéfectible (Trio : «Gut, Söhnchen, gut hab immer Mut»). Don Pizarro arrive sur ces entrefaites et apprend, par une missive, l'arrivée prochaine du ministre Don Fernando. Redoutant que celui-ci ne découvre l'emprisonnement injustifié de Florestan, il décide d'éliminer son prisonnier («Ah! Welch ein Augenblick»). Il envoie un de ses sbires surveiller l'arrivée de Don Fernando et l'en avertir  et demande à Rocco de tuer Florestan mais celui-ci s'y refuse et ne sera finalement chargé que de creuser la tombe de Florestan (Duo : «Jetzt, Alter, jetzt hat es Eile»). Fidelio, qui a tout entendu, se doute que la future victime est son mari  et prie le ciel de lui redonner espoir («Komm, Hoffnung»). Elle demande à Rocco de laisser sortir les prisonniers pour une promenade à la lumière (Choeur: «O welche Lust») mais Florestan n'est pas parmi eux. Rocco demande à Fidelio de l'aider à creuser la tombe (Duo:«Wir beide graben nur das Grab»). Pizarro revient et reproche à Rocco d'avoir laissé sortir les prisonniers. Rocco prétexte l'anniversaire du nom du roi mais reçoit l'ordre de les faire rentrer dans leur cellule.

### Acte II
Dans le cachot de Florestan, puis sur le terre-plein de la prison pour la scène finale.
Florestan dans son sombre cachot se lamente sur sa situation tragique mais accepte la volonté de Dieu («Gott, welch Dunkel hier»). Il évoque l'image consolatrice de son épouse (Duo avec hautbois : «In des Lebens Frühlingstagen») avant de retomber dans une semi-inconscience. Surviennent Fidelio et Rocco qui finissent de creuser la tombe (Duo: «Nur hurtig fort»). Compatissants, ils offrent à Florestan un peu de vin et un quignon de pain (Trio: «Euch werde Lohn»). La tombe creusée, Rocco lance un signal et Don Pizarro surgit, décidé à poignarder Florestan mais Fidelio s'interpose, révélant son identité et menaçant Pizarro d'une arme. La vigie signale l'arrivée de Don Fernando et Don Pizarro est contraint de quitter le cachot pour accueillir le ministre, laissant le couple à ses retrouvailles (Duo: «O Namenlose Freude»). L'arrivée du ministre entraine la libération des prisonniers (Choeur:«Heil sei dem Tag»). Don Fernando découvre l'emprisonnement de Florestan et la forfaiture de Don Pizarro. Il ordonne la libération de Florestan opérée par son épouse. Le chœur entame le final célébrant l'amour conjugal («Wer ein holdes Weib errungen»). Ce final s’apparente à la thématique de l’hymne à la joie de la 9e symphonie.

### Différences entre versions
Entre la version de 1805 et la version finale de 1814, Beethoven a progressivement modifié l'intrigue, la faisant passer de trois actes à deux actes, allégeant le thème de l'intrigue amoureuse avec Marzelline pour la recentrer sur l'amour entre Florestan et Leonore.
Ainsi la version initiale comportait :
- un solo où Rocco tente de décourager Jaquino («Ein Mann ist bald genommen»);
- un acte II qui commence à l'entrée de don Pizarro l'acte III commençant aux lamentations de Florestan;
- un duo amoureux  entre Marzelline et Fidelio («Um in des Ehe»);
- une clôture de l'acte II par une intervention de Don Pizarro distribuant réprimandes et ordres  («Auf euch nur will ich bauen»);
- Rocco désarmant Fidelio avant de rejoindre Don Pizarro lors de l'affrontement dans le cachot;
- une foule criant vengeance («Zur Rache, Zur Rache») pénétrant dans le cachot de Florestan après ses retrouvailles avec Leonore et laissant tout  craindre au couple.

Elle ne comportait pas  l'un des deux hymnes finaux («Heil sei dem Tag» )  et présentait une version très différente du final («Wer ein holdes Weib errungen»).

## Interprètes

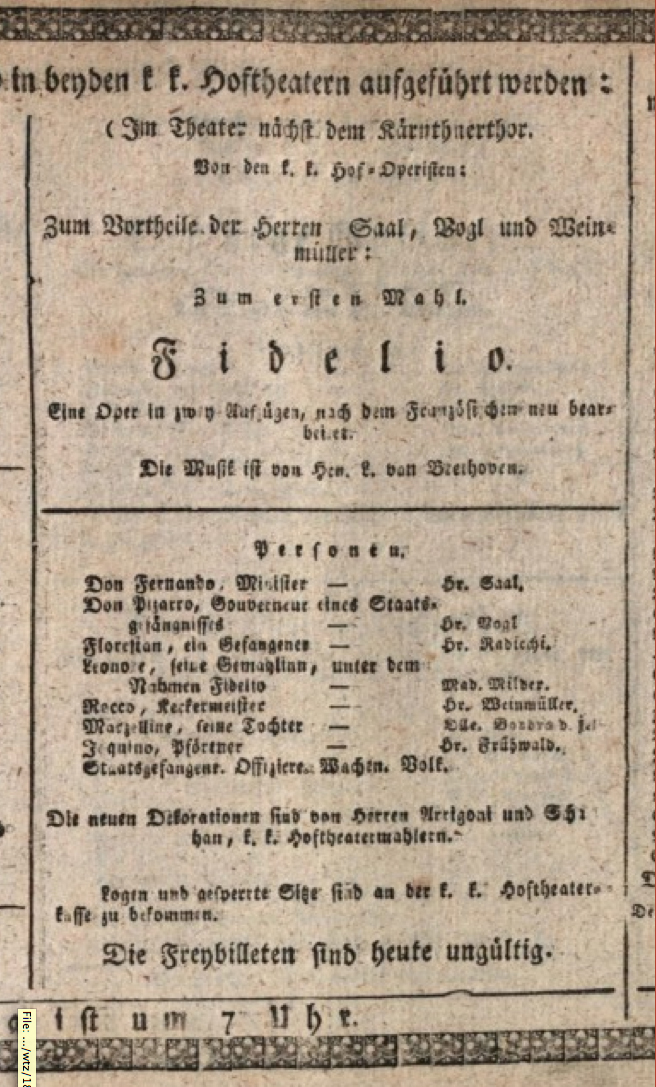
Affiche de la première de Fidelio au Theater am Kärntnertor de Vienne,
le 23 mai 1814.

### Lors des créations
| Rôle                                 | Voix                     | Première version20 novembre 1805 | Deuxième version23 mars 1806 | Troisième version23 mai 1814 |
| ------------------------------------ | ------------------------ | -------------------------------- | ---------------------------- | ---------------------------- |
| Chef d'orchestre                     | Chef d'orchestre         | Ignaz von Seyfried               | Ignaz von Seyfried           | Michael Umlauf               |
| Leonore, femme de Florestan          | soprano ou mezzo-soprano | Anna Milder                      | Anna Milder                  | Anna Milder-Hauptmann        |
| Florestan, un prisonnier             | ténor                    | Friedrich Christian Demmer (de)  | Joseph August Röckel (de)    | Giulio Radichi               |
| Rocco, geôlier                       | basse                    | Joseph Rothe (de)                | Joseph Rothe (de)            | Carl Friedrich Weinmüller    |
| Marzelline, sa fille                 | soprano                  | Louise Müller (de)               | Louise Müller (de)           | Theresa Bondra               |
| Jaquino, assistant de Rocco          | ténor                    | Joseph Caché (de)                | Joseph Caché (de)            | Früwald                      |
| Don Pizarro, gouverneur de la prison | basse ou baryton         | Sebastian Mayer (de)             | Sebastian Mayer (de)         | Johann Michael Vogl          |
| Don Fernando, ministre du Roi        | basse                    | Johann Michael Weinkopf (de)     | Johann Michael Weinkopf (de) | Ignaz Saal                   |
| Deux prisonniers                     | ténor et basse           | ténor et basse                   | ténor et basse               | ténor et basse               |
| soldats, prisonniers, gens du peuple |                          |                                  |                              |                              |

La seconde version de l'opéra jouée le 23 mars 1806 rassemble les mêmes interprètes que la précédente à l'exception de Joseph August Röckel (de) qui prend le rôle de Florestan.

### Ultérieurement
Il faut retenir la place qu'occupe Wilhelmine Schröder-Devrient dans la caractérisation du rôle-titre tant au niveau de la voix que du tempérament. La chanteuse assuma ce rôle de soprano dramatique dans une représentation de 1822, à la grande satisfaction du compositeur présent dans la salle. Le 15 juin 1833 à Londres, elle le chante à Covent Garden, elle a été couverte d'applaudissements. Par la suite, le rôle fut confié aussi bien à des sopranos dramatiques qu'à des mezzo-sopranos.
« Fidelio » est le mot de passe que doit donner Bill Hartford interprété par Tom Cruise dans le film Eyes Wide Shut de Stanley Kubrick en 1999 (on connaît la passion de Kubrick pour le compositeur).

## Arrangements et réduction pour piano
Sous la direction de Beethoven, deux réductions de l'opéra pour chant et piano ont été réalisées :
- en 1810 sur la version 1806 par Carl Czerny - édition Breitkopf & Härtel ;
- en 1814 sur la version définitive par Ignaz Moscheles - édition Artaria.

Un arrangement pour instruments à vent de la version définitive de l'ouverture et de dix arias a été réalisé par Wenzel Sedlák et publié chez Artaria. La première mention de son existence a été faite dans une annonce parue en janvier 1815.

## Compositeurs ayant traité le même sujet
- Pierre Gaveaux, sur le livret original de Jean Nicolas Bouilly, Léonore ou l'amour conjugal — création le 19 février 1798 au théâtre Feydeau.
- Ferdinando Paër, d'après la pièce de Bouilly sur le livret en italien de Giacomo Cinti, Léonore — création le 3 octobre 1804 à Dresde.
- Simon Mayr, sous le titre L'Amour conjugal — création le 26 juillet 1805 à Padoue.

## Hommages
L'astéroïde (524) Fidelio, découvert en 1904, est nommé en l'honneur de l'opéra.
Le roman Parihaka Woman (2011) du romancier néo-zélandais Witi Ihimaera, traduit en français en  2014 sous le titre de La femme de Parihaka,  transpose l'argument de Fidelio dans le contexte de la spoliation des terres maories dans la région du Taranaki, dans la Nouvelle-Zélande du XIXe siècle. Le romancier rend hommage à l'opéra politique dans la préface et explicite les hommages à Fidelio, notamment à travers le nom des protagonistes (l'héroïne se nomme Erenora, transposition maorie de Léonore).

### Discographie et vidéographie
Cette liste présente quelques enregistrements particulièrement célèbres de Fidelio dans sa version définitive. Les chanteurs indiqués sont respectivement Leonore, Florestan, Pizarro et Rocco.
| année | chef/orchestre                                                                  | chanteurs | lieu                                | enregistrement                           | label               | commentaire |
| ----- | ------------------------------------------------------------------------------- | --- | ----------------------------------- | ---------------------------------------- | ------------------- | --- |
| 1941  | Bruno WalterMetropolitan Opera                                                  | Kirsten Flagstad, René Maison, Julius Huehn, Alexander Kipnis                                                     | Concert, Metropolitan Opera         | 22 février 1941                          | Naxos               | « Véritable document sur quelques voix irremplacées et sur la direction visionnaire de Bruno Walter ». (OCLC 315556207) |
| 1950  | Wilhelm FurtwänglerPhilharmonique de Vienne                                     | Elisabeth Schwarzkopf, Kirsten Flagstad, Anton Dermota, Julius Patzak, Paul Schöffler, Josef Greindl, Hanns Braun | concert, Festspielhaus Salzbourg    | 5 août 1950                              | EMI/Opus Kura       | (OCLC 658655948 et 70857731) |
| 1953  | Wilhelm FurtwänglerOpéra d'État de Vienne                                       | Martha Mödl, Wolfgang Windgassen, Otto Edelmann, Gottlob Frick                                                    |                                     | 1953                                     | EMI                 | « Intensité et profondeur de la direction, interprétation vocale dominée par la Léonore tragique de Marta Mödl »,. |
| 1955  | Karl BöhmOpéra d'État de Vienne                                                 | Martha Mödl, Anton Dermota, Paul Schöffler, Ludwig Weber                                                          | concert, Wiener Staatsoper          | 5 novembre 1955                          | Orfeo               | (OCLC 706016730) |
| 1957  | Ferenc FricsayOrchester der Bayerische Staatsoper                               | Leonie Rysanek, Ernst Haefliger, Dietrich Fischer-Dieskau, Gottlob Frick                                          | Berlin                              | 1957                                     | Deutsche Grammophon | « Une grande version de Fidélio avec une Rysanek stupéfiante et une direction allégée pour l'époque ». (OCLC 953392325) |
| 1961  | Otto KlempererCovent Garden Orchestra                                           | Sena Jurinac, Jon Vickers, Hans Hotter, Gottlob Frick                                                             | concert, Londres, Royal Opera House | 24 février 1961                          | Testament           | (OCLC 165001053) |
| 1962  | Otto KlempererOrchestre Philharmonia                                            | Christa Ludwig, Jon Vickers, Walter Berry, Gottlob Frick                                                          | Kingsway Hall, Londres              | 6–10, 12, 17 février et mars 7 mars 1962 | EMI/Warner Classics | « Voici la version la plus romantique, mais aussi la plus grande lecture de l'œuvre et certainement l'une des mieux enregistrées ». « Galvanisés par Klemperer, les chanteurs donnent le meilleur d'eux-mêmes. Incontestablement une référence »,. (OCLC 933523853) |
| 1969  | Karl BöhmStaatskapelle de Dresde                                                | Gwyneth Jones, James King, Theo Adam, Franz Crass                                                                 | Dresde                              | 1969                                     | Deutsche Grammophon | (OCLC 224991160 et 254480403) |
| 1970  | Herbert von KarajanBerliner Philharmoniker                                      | Helga Dernesch, Jon Vickers, Zoltán Kelemen, Karl Ridderbusch                                                     |                                     | 1970                                     | EMI                 | [ 23 ] |
| 1978  | Leonard BernsteinWiener Philharmoniker                                          | Gundula Janowitz, René Kollo, Hans Sotin, Manfred Jungwirth                                                       | Musikverein, Vienne                 | février 1978                             | Deutsche Grammophon | (OCLC 62039979) |
| 1978  | Karl BöhmBayerisches Staatsorchester                                            | Hildegard Behrens, James King, Donald McIntyre, Kurt Moll                                                         |                                     | 1978                                     | Orfeo               | (OCLC 164595196) |
| 1979  | Georg SoltiOrchestre symphonique de Chicago                                     | Hildegard Behrens, Peter Hofmann, Theo Adam, Hans Sotin                                                           | Medinah Temple, Chicago             | mai 1979                                 | Decca               | (OCLC 705670530) |
| 1989  | Bernard HaitinkStaatskapelle de Dresde                                          | Jessye Norman, Reiner Goldberg, Ekkehard Wlaschiha, Kurt Moll                                                     | Studio Lukaskirche, Dresde          | novembre 1989                            | Philips             | (OCLC 802334254) |
| 2003  | Simon RattleBerliner Philharmoniker                                             | Angela Denoke, Jon Villars, Alan Held, László Polgár                                                              | Philharmonie de Berlin              | 28 avril 2003                            | EMI                 | (OCLC 553817850) |
| 2004  | Nikolaus Harnoncourt Zurich opera house orchestra Mise en scène de Jürgen Flimm | Camilla Nylund, Jonas Kaufmann, Gunther Groissböck, Lazlo Polgar                                                  | Opéra de Zurich                     | Mai 2004                                 | Arthaus Music       | DVD NTSC 107111 |
| 2010  | Claudio AbbadoOrchestre du Festival de Lucerne                                  | Nina Stemme, Jonas Kaufmann, Falk Struckmann, Christof Fischesser                                                 | concert Festival de Lucerne         | 12-15 août 2010                          | Decca               | (OCLC 733267739) |
| 2015  | Franz Welser-Möst Wiener Philharmoniker Mise en scène de Claus Guth             | Adriana Pieczonka, Jonas Kaufmann, Tomasz Konieszny, Hans-Peter König                                             | Festival de Salzbourg               | 7_13 Août 2015                           | United classica     | DVD |

Pour Leonore dans la version de 1805 :
- Herbert Blomstedt, Staatskapelle de Dresde, Edda Moser, Richard Casilly, Theo Adam, Karl Ridderbusch (1976, EMI ; réédition Brilliant Classics 2008 et Berlin Classics 2009[25].
- John Eliot Gardiner, Orchestre révolutionnaire et romantique, Hillevi Martinpelto, Kim Begley, Matthew Best, Franz Hawlata (1996, Archiv Produktion)[26].

Pour Leonore dans la version de 1806 :
- Marc Soustrot, Orchester der Beethovenhalle Bonn, Pamela Coburn, Mark Baker, Jean-Philippe Lafont, Victor von Halem. 1998 (MDG).